# 大多府島
大多府島（おおたぶじま）は岡山県備前市にある島。日生諸島の一つで同諸島の最南部、日生港から南に6kmに位置する。古くは大漂（おおたぶ）とも書かれた。
島の北側は天然の良港となっており、海水浴場もある。港には元禄時代に岡山藩の土木技術者・津田永忠の指揮で築かれたといわれる元禄防波堤があり、石垣状の往年の姿で残っている。1998年に防波堤として初めて国の登録有形文化財に登録された。また2006年には未来に残したい漁業漁村の歴史文化財産百選に選ばれた。一方、南側は奇岩などが建ち並び洞窟も存在する。

## 歴史
播磨国室津（現・兵庫県揖保郡)と備前国牛窓（現・岡山県瀬戸内市牛窓町）を結ぶ船路の途上にあり、水上交通の要衝として古くから在番所が設けられていた。1698年（元禄11年）に、岡山藩によって西国大名の参勤交代などの風待ちなどのために港が置かれ、在番の水主・2人と詰大役人4人が海上交通の業務を担当した。翌1699年に町並長屋が2棟、さらに1701年には4棟が建てられて本土から住民が移住した。また元禄年間に灯台として灯籠が山上に設置され、明治初頭まで使われていた。
この頃より『備前記』や『備陽記』に記述が見られ、田畑、在番侍の住宅、灯楼堂、帆船などがあり、人口は44人だったとされる。1708年（宝永5年）に寄港者のための郡医者が、1717年（享保2年）には無税の小船4艘が置かれた。1858年（安政5年）には波戸（堤防）が修理されたという記録がある。
『岡山藩領手鑑』によると文化年間の島の人口は148人であり、天保年間には168人に増えた。この頃、邑久郡からの入植があった。1707年（宝永4年）邑久郷村から四神を勧請して大漂宮(現・春日神社)を建立した。1875年（明治8年）に大多府村となり、さらに後に日生町の一部になる。現在では備前市の一部となり、人口は142人（2006年現在）である。

## 島内
灯籠堂
開港後間も無く島の頂上に設置された。石組み基壇に木造の四角塔、その上に瓦葺き宝形屋根を持つ10メートルの灯篭で、夕暮れには火守りが皿に入れた油に点火し、夜間航行の目印になった。1986年（昭和61年）に復元された。
勘三郎洞窟跡
断崖の深い割れ目にある石段を登りきった先にある洞窟。勘三郎という男が、隠れて藩札を偽造していたという伝説がある。
夫婦岩
大小2つの岩礁が寄り添う、通称「夫婦岩」。伊勢・二見ヶ浦の夫婦岩に似ている。
元禄波止
北西の風波を防ぐ石積みの波止。延長110メートル、幅7.2メートル。津田永忠の指揮により、1697年（元禄10年）から1年足らずの工期で建設された。300余年の風雨に耐え開港当時の原形を保っている。
古井戸
六角形の石枠で囲った古井戸。島唯一の水源として諸国の回船や御用船に飲料水を供給し、島民の生活を支えた。
水神様
六角井戸の近くに祀られ、毎年4月に祭事が行われる。

## ギャラリー

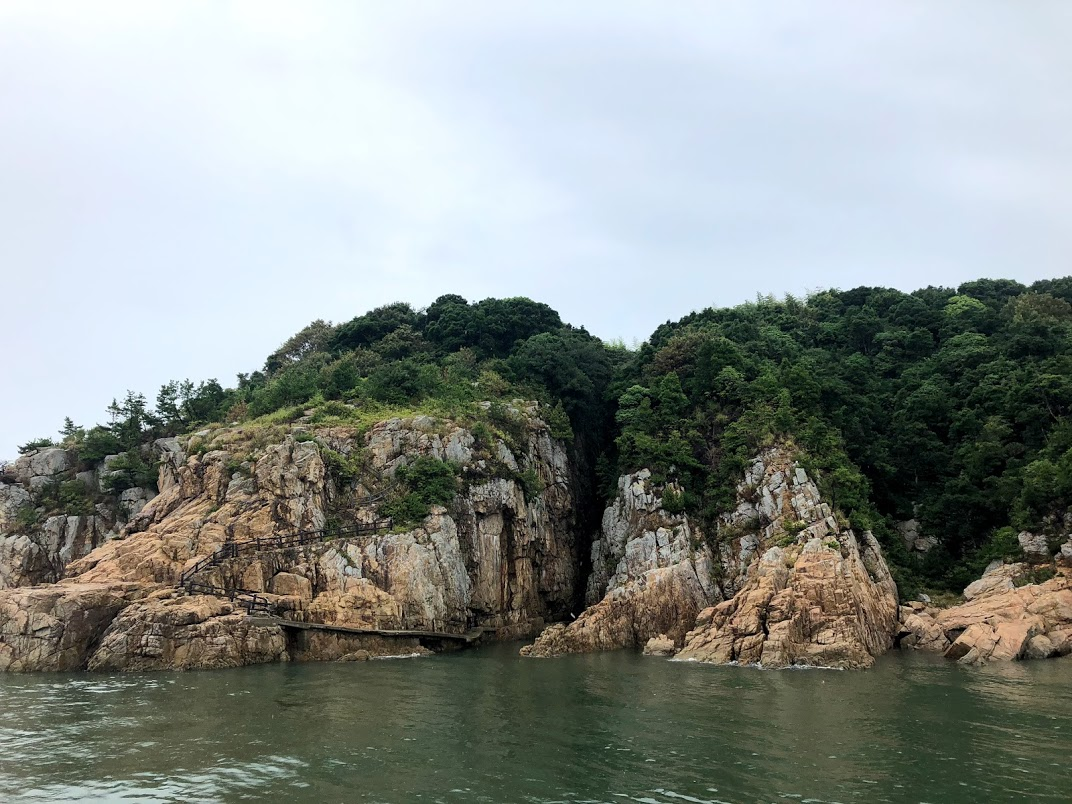
大多府島にある勘三郎洞窟の入り口
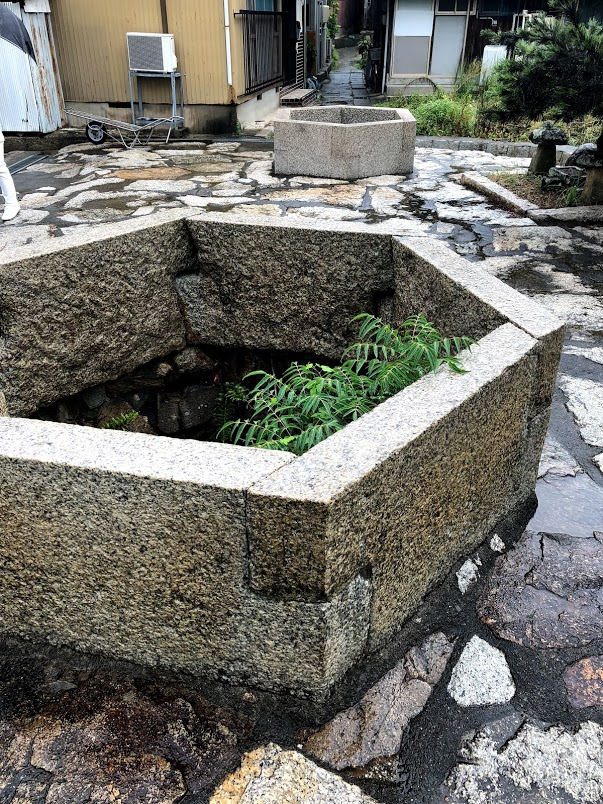
六角大井戸
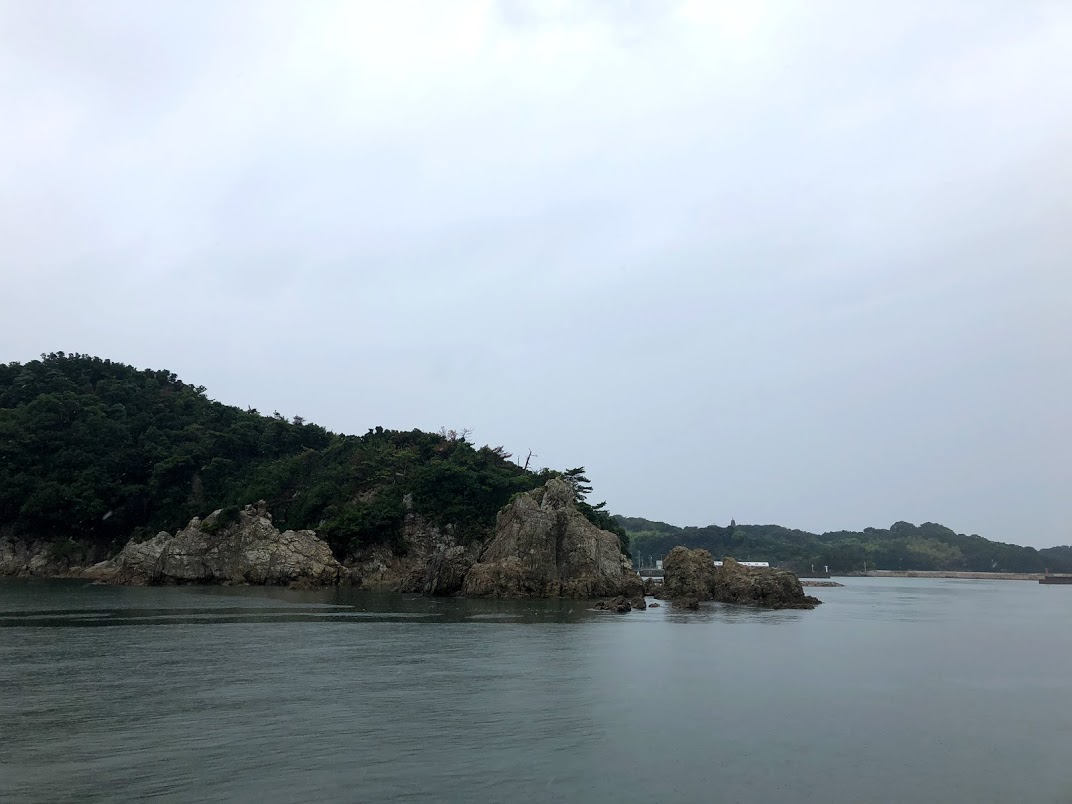
大多府島にある夫婦岩
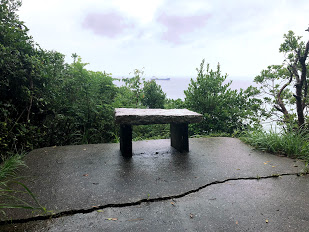
正月にお日待ちが行われるお日待台
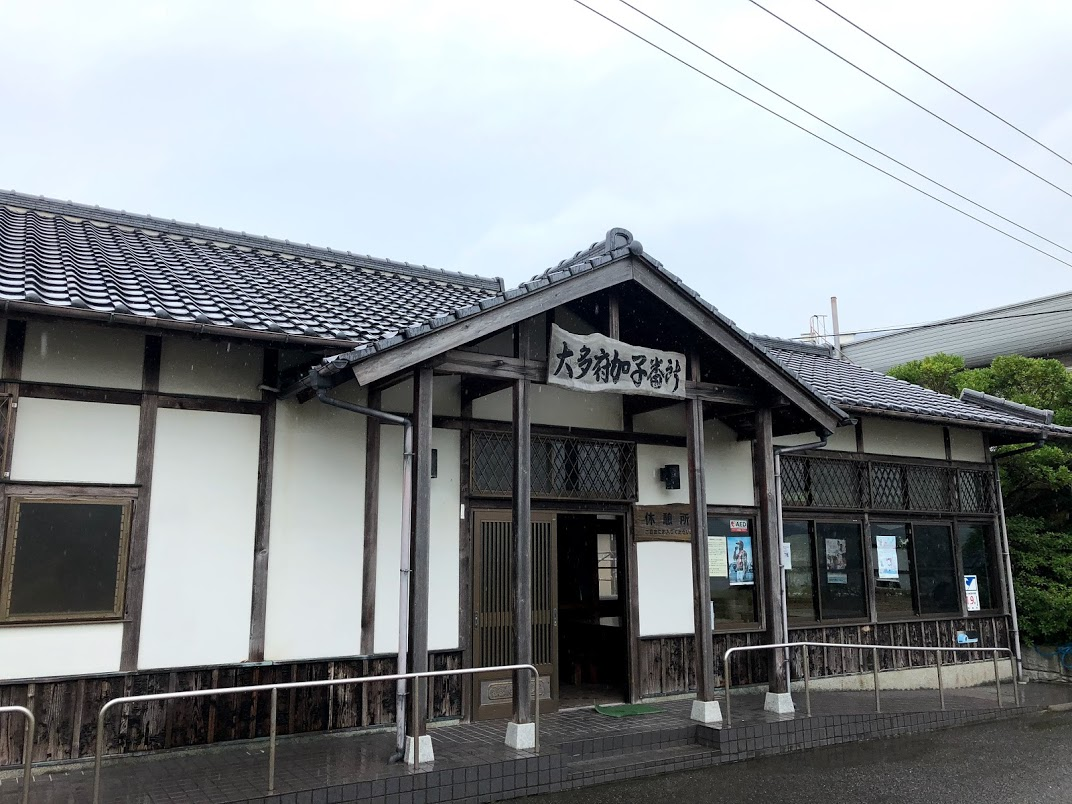
加子番所
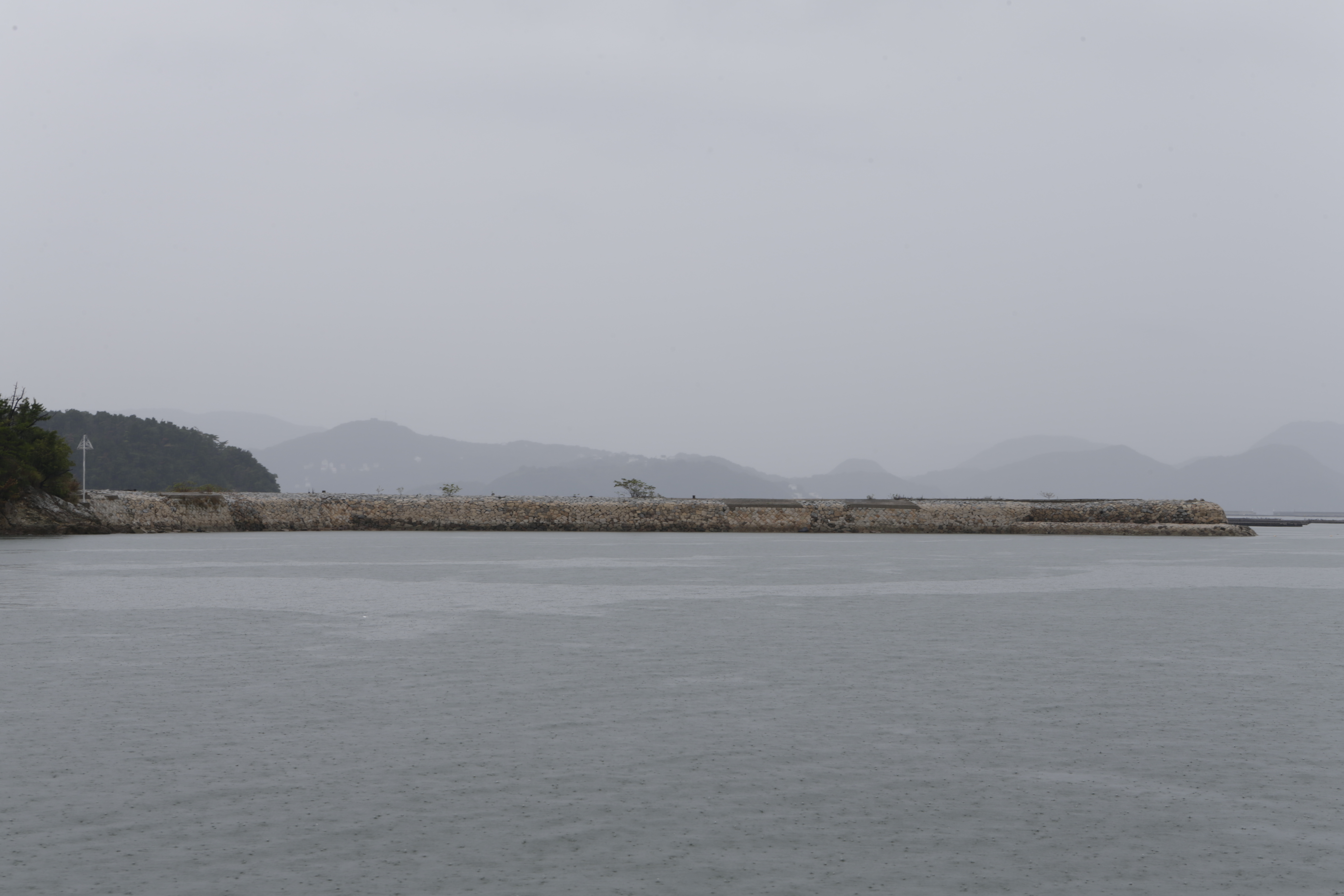
元禄防波堤
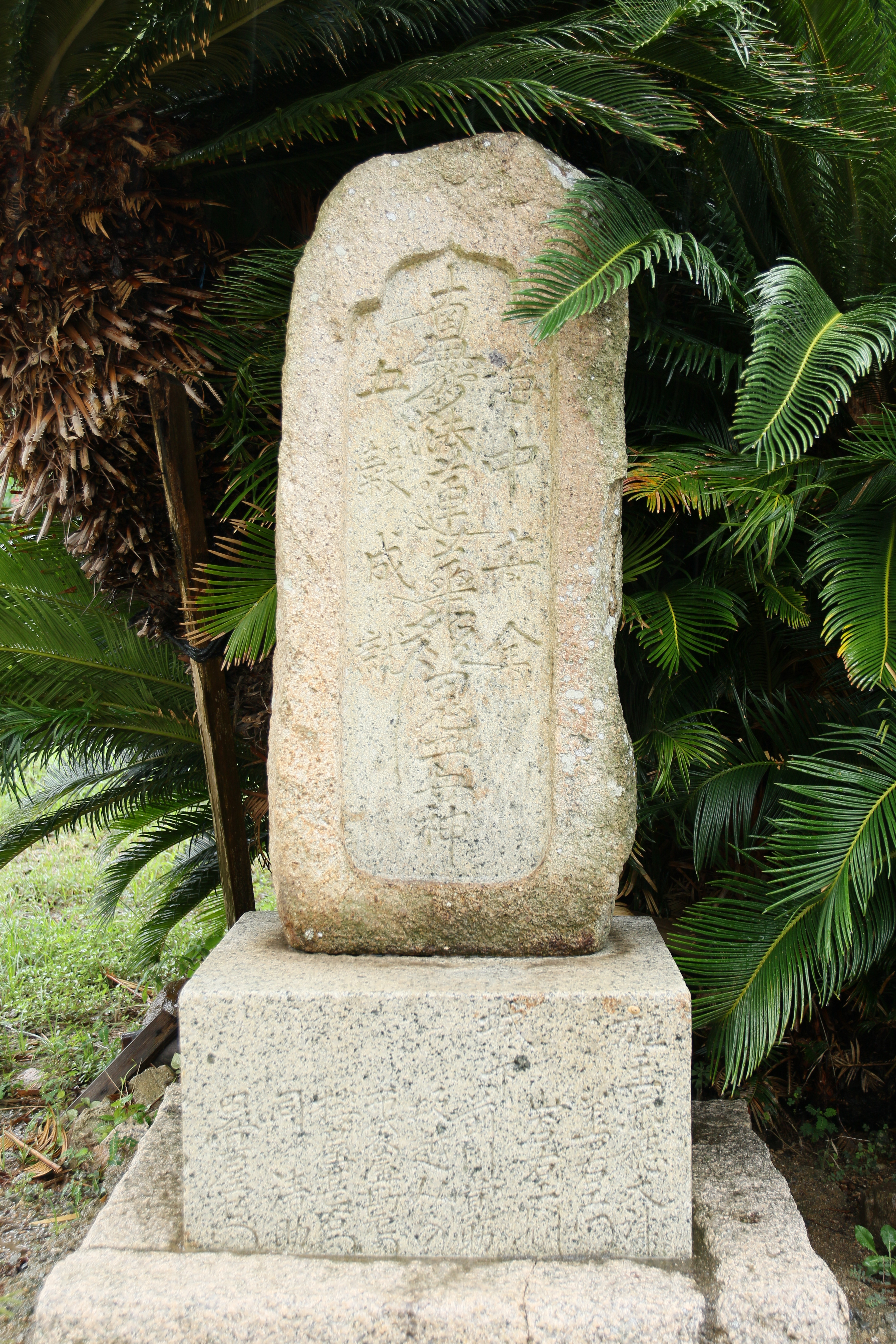
海中安全・五穀成就を祈願した題目塔
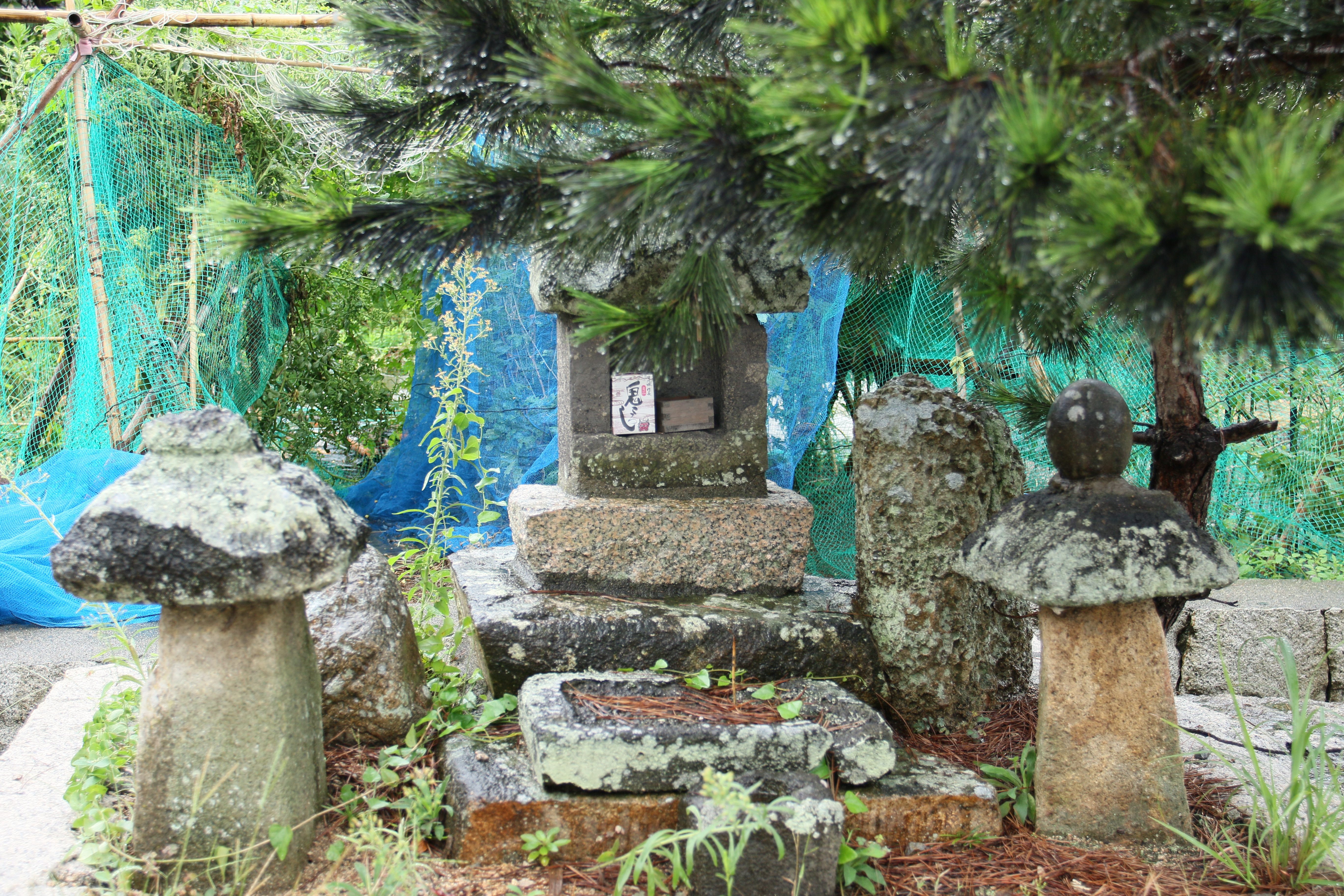
六角井戸近くの水神様

## 交通アクセス
- 日生港から連絡船で35分。